# Tipula czizekiana
Tipula czizekiana är en tvåvingeart som beskrevs av Alexander 1970. Tipula czizekiana ingår i släktet Tipula och familjen storharkrankar. Inga underarter finns listade i Catalogue of Life.